# Mason Cole
Mason Cole (Chicago, 28 marzo 1996) è un giocatore di football americano statunitense che milita nel ruolo di centro  per i Pittsburgh Steelers della National Football League (NFL).

## Caratteristiche tecniche
Elogiato sin dall'adolescenza per il suo spirito altamente professionale, è stato non di rado impiegato anche come offensive tackle o offensive guard di sinistra.

## Carriera universitaria
Inizia a praticare football americano negli anni trascorsi alla East Lake High School di Tarpon Springs, Florida, per poi scegliere nel febbraio 2013 di studiare presso l'università del Michigan. Si distingue sin da subito per un talento da molti considerato precoce, al punto che il 30 agosto 2014 diventa il primo true freshman nella storia dei Michigan Wolverines a giocare da titolare come offensive lineman in una gara d'apertura stagionale. Nel 2016 e nel 2017 conquista la nomina alla seconda squadra all-Big Ten.

## Carriera professionistica
Viene selezionato dagli Arizona Cardinals come novantasettesima scelta in assoluto nel corso del terzo giro del Draft NFL 2018. Disputa la sua prima stagione da professionista come center titolare della formazione di Tempe, debuttando il 9 settembre nella sconfitta contro i Washington Redskins. Nel 2019 è invece riserva, pur avendo la possibilità di giocare con sufficiente continuità. Torna titolare nel 2020.
Il 25 marzo 2021 viene ceduto ai Minnesota Vikings in cambio di una scelta al sesto giro nel Draft NFL 2021. Aggregato come riserva del center titolare Garrett Bradbury, esordisce con la nuova franchigia il 12 settembre 2021, contro i Cincinnati Bengals.
Il 17 marzo 2022 lascia i Vikings per siglare un accordo triennale con i Pittsburgh Steelers.